# وليام والاس واذرسبون
وليام والاس واذرسبون (بالإنجليزية: William Wallace Wotherspoon)‏ (16 نوفمبر 1850 - 21 أكتوبر 1921) كان جنرالا في جيش الولايات المتحدة وشغل منصب رئيس أركان الجيش في عام 1914 .

## روابط خارجية
- أعمال أو نبذة عن وليام والاس واذرسبون على أرشيف الإنترنت